# Caecidotea puebla
Caecidotea puebla är en kräftdjursart som först beskrevs av Cole och Minckley 1968.  Caecidotea puebla ingår i släktet Caecidotea och familjen sötvattensgråsuggor. Inga underarter finns listade i Catalogue of Life.